# Década de 1000 a.C.

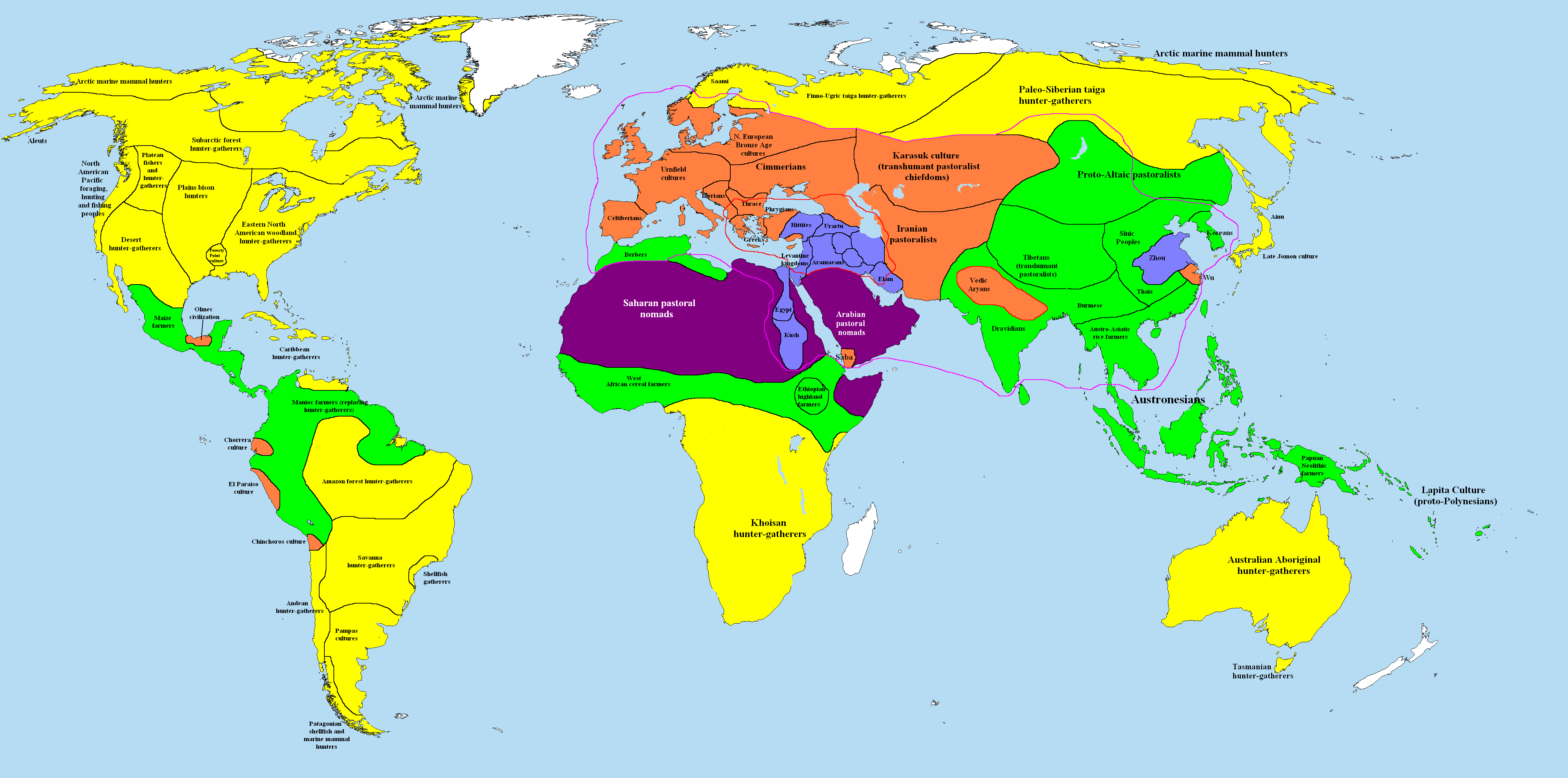
Mapa do mundo em 1000 a.C.

## Acontecimentos
- 1008 a.C.: Ea-mukin-zeri, rei da Babilônia, sucedendo a Simbar-Šipak.[1]
- 1008 a.C.: Kaššu-nadin-ahhe, rei da Babilônia, sucedendo a Ea-mukin-zeri.[1]
- 1008 a.C.: Sesenchoris (Sesac) começa a reinar no Egito. Ele reinou por 34 anos.[2][Nota 1]
- 1008 a.C.: Capeto (Sílvio Átis), rei de Alba Longa.[2][Nota 2]
- 1008 a.C. (Dufresnoy) ou 1005 a.C. (Ussher): Termina a construção do templo de Salomão.[3][4]
- 1005 a.C.: Eulmaš-šakin-šumi, rei da Babilônia, sucedendo a Kaššu-nadin-ahhe.[1]
- 1004 a.C.: Inauguração do templo de Salomão, durante o nono jubileu.[4]